# خابيير جارثيادييجو
خابيير جارثيادييجو دانتان (بالإسبانية: Javier Garcíadiego Dantán)‏ مؤرخ وفيلسوف وباحث وأكاديمي مكسيكي، وُلد في 5 سبتمبر عام 1951. ركزت دراساته وأبحاثه على حقبة الثورة المكسيكية. وكان رئيسًا لكلية المكسيك في الفترة من 2005 وحتى 2015. حصل على وسام الصليب الأكبر من وسام إيزابيلا الكاثوليكية عام 2005.

## دراسته
نال درحة البكالوريوس في العلوم السياسية من الجامعة الوطنية المستقلة في المكسيك عام 1974، وحصل على درجة الماجستير في تاريخ أمريكا اللاتينية من جامعة شيكاغو عام 1979، فيما حصل على درجة الدكتوراه في تاريخ المكسيك من كلية المكسيك عام 1982، والدكتوراه مجددًا في تاريخ أمريكا اللاتينية من جامعة شيكاغو عام 1988.

## التعليم ودوره الأكاديمي
كان باحثًا وأستاذًا في الجامعة الوطنية المستقلة في المكسيك، وفي المعهد التكنولوجي المستقل في المكسيك وكلية المكسيك. وبصفته أستاذًا زائرًا، قام بإعطاء بعض الدورات في كل من شيكاغو وفلورنسا ودبلن، وفي إسبانيا في جامعتي كمبلوتنسي في مدريد وسلامنكا وفي مؤسسة خوسيه أورتيجا إي جاسيت. وقد حاضر أيضًا في هارفارد وستانفورد وأكسفورد وكامبريدج وباريس وهامبورج وكولونيا ولايبزيغ وبون ومدريد وبرينستون وبوينس آيرس وسانتياغو وكيتو وهافانا.
كان مديرًا لمركز الدراسات التاريخية في كلية المكسيك. وأدار المعهد الوطني للدراسات التاريخية للثورة المكسيكية، إلا أنه استقال من منصبه في سبتمبر 2005، ليتولي بدوره رئاسة كلية المكسيك في الفترة من عام 2005 وحتى 2015. وفي عام 2008، تم تعيينه عضوًا في الأكاديمية المكسيكية للتاريخ، وشغل وقتها المقعد رقم 12.
في 13 سبتمبر عام 2012 انتخب عضوًا في الأكاديمية المكسيكية اللغة ليشغل المقعد رقم تسعة وعشرين، ثم تولى الرئاسة في 9 مايو عام 2013 بخطاب يحمل اسم أبولوني ألفونسو رييس وديونيسوس خوسيه باسكونثيلوس: اتفاقات واختلافات، والذي تمت الإجابة عليه من قبل أدولفو كاستانيون. وما لبث إلا أن عاد مجددًا إلى الكلية الوطينة في 25 فبراير عام 2016. وقد أجاب على محاضرته الافتتاحية الدكتور خوسيه رامون كوسيو.